# Temps moyen de Greenwich
« GMT » redirige ici. Pour les autres significations, voir GMT (homonymie).

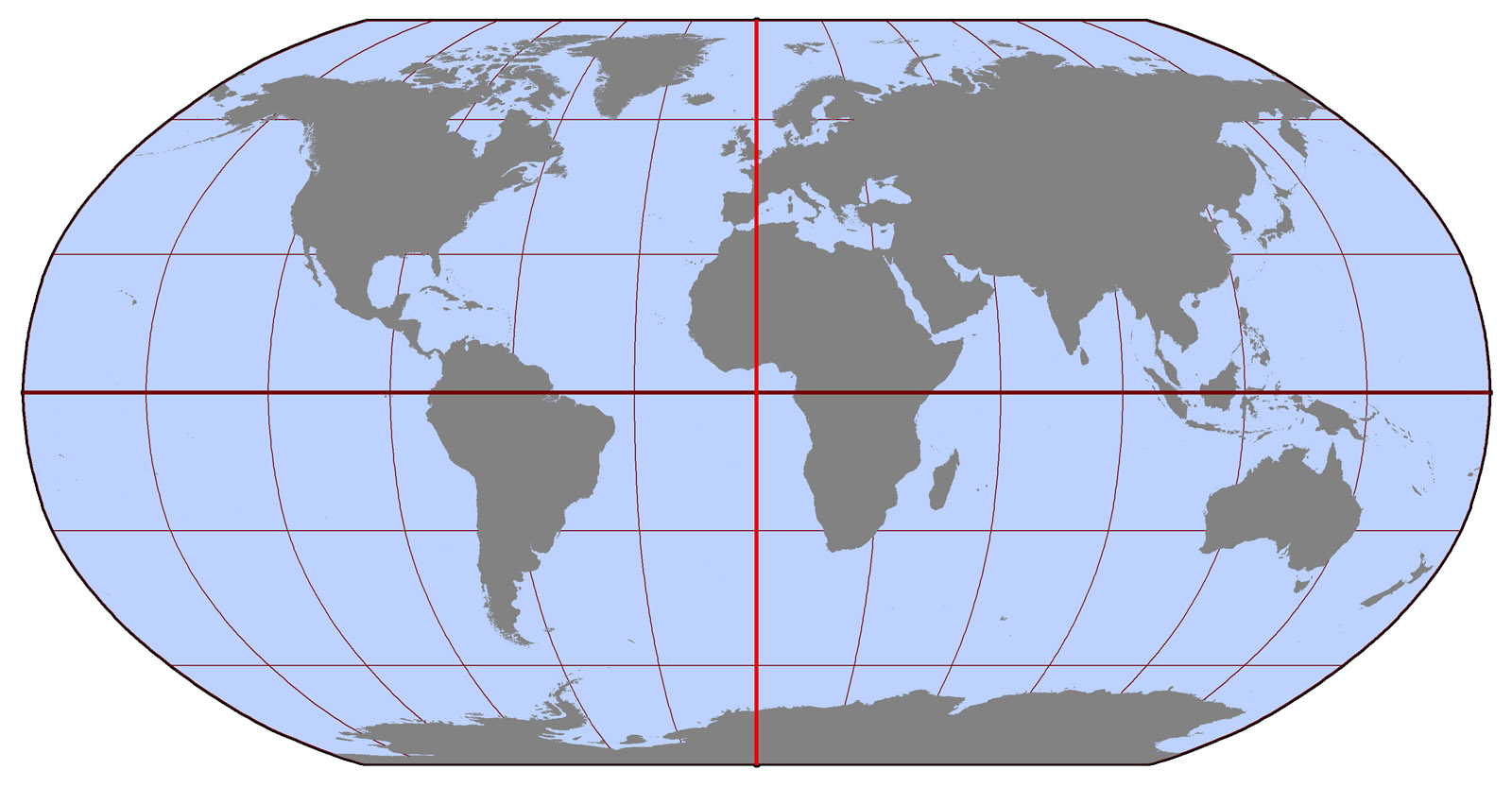
Sur cette carte, la ligne rouge verticale représente le méridien de Greenwich.

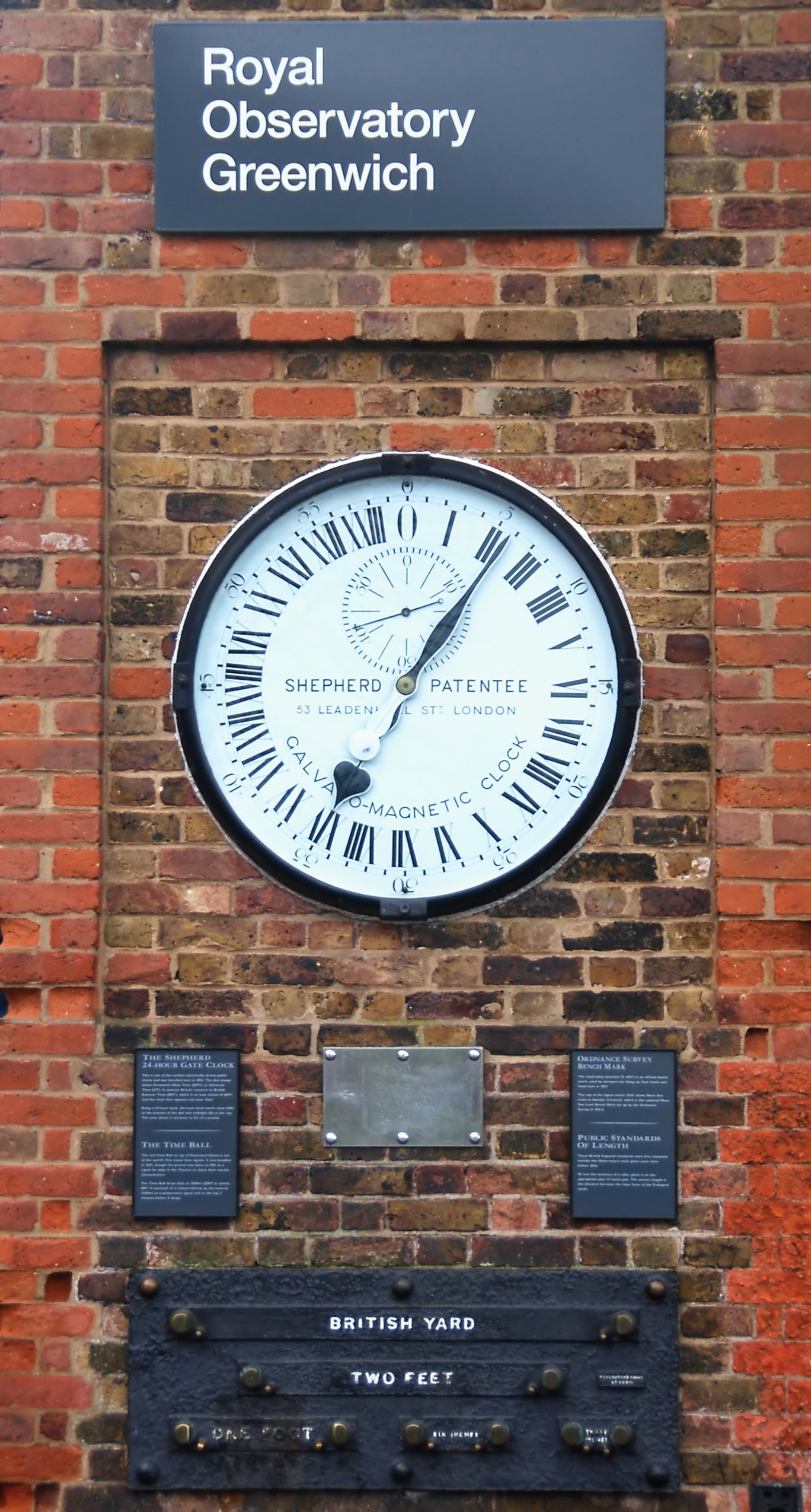
Horloge de l'Observatoire royal de Greenwich.

Le temps moyen de Greenwich ou heure moyenne de Greenwich, en anglais : Greenwich Mean Time, abrégé en GMT, est l'heure solaire moyenne au méridien de Greenwich, méridien d'origine des longitudes, traversant l'Observatoire royal de Greenwich, près de Londres au Royaume-Uni.
L'heure moyenne de Greenwich a servi de référence temporelle dans le monde pendant la majeure partie du XXe siècle, avant d’être remplacée par le temps universel coordonné (UTC) en 1972.
Par abus de langage, GMT est souvent employé comme synonyme du fuseau horaire UTC+0, également appelé heure d'Europe de l'Ouest. Les deux mesures de temps, bien que proches, ne coïncident cependant pas, puisque GMT est établi sur la rotation terrestre et UTC sur le temps atomique international.
L'heure moyenne de Greenwich correspond à l'heure d'hiver au Royaume-Uni :
- à 15 h GMT en hiver, il est 15 h à Londres ;
- à 15 h GMT en été, il est 16 h à Londres.

## Mesure
La mesure du GMT étant établie sur l’heure solaire moyenne, midi GMT ne correspond pas forcément à la mesure astronomique du moment où le Soleil culmine à Greenwich. À cause de la vitesse variable de la Terre sur son orbite elliptique et de l’inclinaison de son axe de rotation sur l’écliptique, cette heure peut être décalée jusqu’à 16 minutes sur le temps solaire apparente (cette différence s’appelant l’équation du temps).
La rotation de la Terre se ralentit progressivement et, de plus, présente des irrégularités imprévisibles. Avec le développement des horloges atomiques, le GMT (qui devait déjà être appelé UT) ne fut plus suffisamment précis. Le 1er janvier 1972, GMT fut remplacé par le Temps universel, divisé entre le Temps universel coordonné (UTC), maintenu par un ensemble d’horloges atomiques réparties dans le monde et UT1, reflétant la rotation de la Terre.

## Histoire
Le temps moyen de Greenwich, déjà utilisé par les marins britanniques pour calculer leur longitude par rapport au méridien de Greenwich, fut adopté au Royaume-Uni par la compagnie ferroviaire Railway Clearing House en 1847, puis par la plupart des autres compagnies dans l’année suivante. Il fut progressivement adopté dans d’autres situations mais un texte de loi de 1858 imposa le temps moyen local comme étant le temps officiel. Le GMT fut légalement adopté comme temps officiel à travers toute la Grande-Bretagne en 1880. Il fut adopté par l’île de Man en 1883, Jersey en 1898 et Guernesey en 1913. L’Irlande l’adopta en 1916, supplantant ainsi le temps moyen de Dublin.
Des signaux horaires furent émis depuis l’observatoire royal de Greenwich à partir du 5 février 1924.

## Fuseau horaire

Carte des fuseaux horaires d’Europe (heure d'hiver).
AZOT: UTC-1 en hiver (UTC en été)
WET (UTC±0) (≈GMT)
CET (UTC+1)
EET (UTC+2)
KSK (UTC+3)
MSK (UTC+4)

Bien que le temps civil du Royaume-Uni soit désormais établi sur UTC, le fuseau horaire dans lequel est compris le pays (UTC, ou Western European Time) est souvent appelé GMT, que les Anglais traduisent désormais par Greenwich Meridian Time. Cependant, cette traduction n’a absolument rien d’officiel, mise à part pour l'aviation civile, qui utilise dans toute l'Europe le mot Meridian, et non le mot Mean dans GMT.

## Horlogerie
En horlogerie, le sigle GMT est utilisé pour désigner les montres qui indiquent un deuxième fuseau horaire sur leur cadran (pas forcément celui de Greenwich).